# 井手塾
株式会社井手塾（いでじゅく）は、井手信久により設立された、新潟県上越市高田に本部を置き、上越地域全体に展開している小中高の学習塾。上越地域ではよく知られている学習塾で、毎年、進学校とよばれる地元の高等学校（高田高校、北城高校、直江津高校）へ多くの生徒を輩出している。株式会社後は、教室数を増やしたり、個別指導や東進衛星予備校や個別自立学習システム「自立館」を開設したりと事業を拡大している。

## 沿革
- 1960年（昭和35年）4月 - |妙高高原町（現妙高市）に井手信久が個人塾を開設（現：妙高教室）。
- 1964年（昭和39年）4月 - 新井教室を新井市上町に開設。
- 1970年（昭和45年）4月 - 全国私塾連盟に加盟。
- 1982年（昭和57年）4月 - 高田教室を上越市西城町3丁目に開設。
- 1985年（昭和60年）12月 - 高田教室拡張のため、本町5丁目3番24号（當選ビル3Ｆ）に移転。
- 1988年（昭和63年）8月 - 塾生1,000名を突破。
- 1989年（平成元年）10月 - 法人化により有限会社となる。
- 1990年（平成2年）4月 - 直江津教室を上越市西本町3丁目に開設。
- 1991年（平成3年）8月 - 塾生1,500名を突破。
- 1993年（平成5年）4月 - 大潟教室を大潟町土底浜に開設。
  - 8月（平成5年） - 塾生1,800名を突破。
- 1998年（平成10年）4月 - 大島誠が社長に就任。株式会社（資本金5,000万円）となる。
  - 8月 - 塾生2,000名を突破。
- 1999年（平成11年）2月 - 柏崎教室を柏崎市駅前に開設。
- 2002年（平成14年）4月 - 長岡教室を今朝白に開設。
  - 12月（平成14年） - 糸魚川教室を糸魚川駅前に開設。
- 200X年X月（平成1X年） - 長岡教室を閉鎖。
- 200X年X月（平成1X年） - 附属教室の開設に伴い、本部を移転。
- 200X年X月（平成1X年） - 春日新田教室を開設。
- 2005年（平成17年）10月 - 高田教室を上越市本町5丁目2番9号（ランドビル3F）に移転。ポイントサービス開始。高田教室と直江津教室で個別指導教室を開設。
- 2006年（平成18年）3月 - 春日教室として個別指導教室を開設。
  - 4月 - 高校3年生の授業一部を東進衛星予備校の教材に移行。
- 2007年（平成19年）4月 - 糸魚川教室と妙高教室でクラス授業を廃止し、自立館を開設。
- 2008年（平成20年）4月 - 大潟教室でクラス授業を廃止し、自立館を開設。

## 教室

### 教室授業形式
- 新井教室
- 高田教室
- 直江津教室
- 附属教室
- 春日新田教室

### 個別指導形式
- 高田教室
- 直江津教室
- 春日教室

### 映像授業形式
- 高田本町校（東進衛星予備校）

### 自立館
- 糸魚川校
- 妙高校
- 大潟教室